# Retesei
Retesei o Rete 6 è stata un'emittente televisiva italiana fondata a Cervinara (AV) il 4 agosto 1981.

## Storia
Retesei nacque il 4 agosto 1981 con il nome di Telecervinara per iniziativa dell'imprenditore di Cervinara Domenico Pallotta; la sede era in via Carlo Del Balzo, a Cervinara, poco distante da quella che è la sede attuale.
Inizialmente la televisione trasmetteva poche ore al giorno con apparecchiature di fortuna su un'unica frequenza che irradiava la sola Valle Caudina. Alla metà degli anni ottanta il segnale fu esteso ai capiluogo e ai territori provinciali di Avellino e Benevento.
Nel 1986 Pallotta cambiò la struttura dell'emittente con il trasferimento di una nuova sede, il miglioramento del palinsesto e la denominazione in Retesei, acquisendo il titolo di emittente interprovinciale.
Retesei fu la prima emittente a trasmettere fin dall'inizio in diretta la cronaca dell'alluvione che colpì la Valle Caudina il 16 dicembre 1999. Il Tg1 riprese e ritrasmise al pubblico nazionale le immagini girate dagli operatori di Retesei.
Con il nuovo secolo la società Retesei s.r.l. diviene Pallotta Group s.r.l., ed è tuttora una tra le più longeve emittenti italiani a non avere mai cambiato proprietà.
A tutto il 2012 trasmette su sei canali digitali terrestri e produce cinque edizioni di telegiornale.
Da novembre 2020 vengono eliminati tutti i canali e Retesei passa dalla LCN 92 alla LCN 672.
Da gennaio 2021 Retesei non è più disponibile sul digitale terrestre e resta disponibile solo online.